# Kunemil
Kunemil är en ort i Tjeckien.   Den ligger i regionen Vysočina, i den centrala delen av landet, 80 km sydost om huvudstaden Prag. Kunemil ligger 471 meter över havet och antalet invånare är 113.
Terrängen runt Kunemil är huvudsakligen platt, men västerut är den kuperad. Runt Kunemil är det ganska tätbefolkat, med 54 invånare per kvadratkilometer. Närmaste större samhälle är Havlíčkův Brod, 15,4 km sydost om Kunemil. Omgivningarna runt Kunemil är en mosaik av jordbruksmark och naturlig växtlighet.